# Пархомюк Хома Ксенофонтович
Хома Пархомюк (? — пом. 6 липня 1920) — командир полку Дієвої армії УНР.

## Життєпис
Учасник Першої світової. 22 травня 1916 року був поранений, а за прояплений героїзм нагороджений Георгіївською зброєю. 
Останнє звання у російській армії — поручик. З січня 1919 р. до початку квітня 1919 р. — командир 2-го Сірожупанного полку Дієвої армії УНР.
У 1920 р. очолював сотню у Кам'янецькій спільній юнацькій школі. Під час одного з боїв під Проскуровим потрапив у полон до червоних. Розстріляний.